# Diplôme d'études supérieures en France
Pour les articles homonymes, voir Diplôme d'études, DES et Diplôme d'études supérieures spécialisées.
 (août 2012).
Si vous disposez d'ouvrages ou d'articles de référence ou si vous connaissez des sites web de qualité traitant du thème abordé ici, merci de compléter l'article en donnant les références utiles à sa vérifiabilité et en les liant à la section « Notes et références ».
Le diplôme d'études supérieures (DES) est un ancien diplôme national de l'enseignement supérieur français créé en 1886 à la demande d'Ernest Lavisse. En sciences et lettres, ce diplôme était nécessaire, en plus de la licence, pour se présenter aux concours d'agrégation. Il représentait en général une première initiation aux techniques de recherche dans le cadre de la préparation à la rédaction d'un mémoire. Dans son intitulé, il disparut en 1966 après la création de la maîtrise mais fut remplacé en fait par le certificat d'études supérieures (CES), dont l'obtention était aussi indispensable que la rédaction et la soutenance d'un mémoire pour que soit décernée la maîtrise ès lettres. C'est l'arrêté du 26 mai 1992 qui a véritablement entraîné la suppression du diplôme ou certificat d'études supérieures.
En droit et sciences économiques, il remplaça en 1925 les examens de doctorat et était nécessaire pour s'inscrire pour la préparation d'une thèse de doctorat. Il disparut en 1974 après la création du diplôme d'études approfondies (DEA) dans ces disciplines.

## Généralités
Le travail pouvait consister soit en des recherches originales, soit dans l'étude d'un mémoire, avec reproduction et vérification des expériences ou observations.
Bien qu'aucun diplôme préalable ne fût requis pour préparer un diplôme d'études supérieures, la très grande majorité des étudiants attendaient d'avoir obtenu la licence pour commencer cette préparation.
Les docteurs ès sciences et ès lettres étaient dispensés du diplôme d'études supérieures pour les concours d'agrégation.
À partir de la création du 3e cycle en sciences en 1954, l'ensemble des certificats d'études supérieures de 3e cycle dispensèrent du diplôme d'études supérieures pour les concours d'agrégation.
Ces diplômes d'études supérieures disparurent après la création de la maîtrise en 1966. En lettres, le mémoire de 2e année de maîtrise prit sa place tandis qu'en sciences c'est le rapport de stage pour le diplôme d'études approfondies qui s'y substitua, la 2e année de maîtrise ne comprenant pas de mémoire en sciences.
En 1964, on juge que « Les mémoires de D.E.S., qu'exigent les concours d'agrégation, représentent [...] des travaux estimables et parfois de valeur, dont la préparation a nécessité en moyenne une année de travail. [...] Il est notoire que les D.E.S. soutiennent avantageusement la comparaison avec les thèses de licence belges ou les dissertations allemandes et aussi les thèses de droit françaises. De même les thèses de 3e cycle peuvent paraître souvent un simple approfondissement de D.E.S. ».

## Disciplines

### Sciences et lettres
Le diplôme d'études supérieures d'histoire et de géographie fut institué dans les facultés des lettres par arrêté du 28 juillet 1894. Sa création s'inscrivait dans le cadre de la réforme du concours d'agrégation d'histoire-géographie. Le diplôme d'études supérieures d'histoire et de géographie avait pour objectif de sanctionner un certain nombre de connaissances dont la vérification pouvait alors être retirée des épreuves du concours d'agrégation, et cela au profit de l'introduction d'épreuves destinées à juger la pédagogie du candidat : la nouvelle organisation du concours d'agrégation « en distrait les épreuves scientifiques qui deviendront la matière d’un examen à subir devant les facultés […]. La sanction de cet examen sera un diplôme d’études supérieures d’histoire et de géographie, que l’étudiant devra produire, en même temps que le diplôme de licencié ès lettres, au moment où il s’inscrira pour le concours d’agrégation ». Les épreuves pour l'obtention du diplôme d'études supérieures d'histoire et de géographie comprenaient la composition d'un mémoire d'histoire ou de géographie avec sujet choisi par le candidat et agréé par la faculté et discussion de ce mémoire ; discussion d'une question d'histoire et de géographie indiquées au candidat trois mois à l'avance par la faculté ; une explication critique d’un document choisi par le candidat et une dernière épreuve liée aux sciences auxiliaires de l’histoire ou à la géographie générale.
Le diplôme d'études supérieures est généralisé dans les disciplines scientifiques et littéraires en 1904, puis en droit en 1925, en sciences économiques en 1948 et en science politique en 1956.

### Mathématiques
En mathématiques, les candidats aux diplômes d'études supérieures devaient satisfaire à deux épreuves :
- composition d'un travail écrit sur un sujet agréé par la faculté ;
- interrogation sur ce travail et sur des questions données trois mois au moins à l'avance et se rapportant à la même partie des mathématiques.

Il est précisé que le travail peut consister soit en des recherches originales, soit dans l'exposé partiel ou total d'un mémoire ou d'un cours d'ordre supérieur. Dans ce dernier cas, l'exposé devait consister soit en un résumé simplifié du mémoire ou du cours, soit en un développement détaillé de résultats ou de méthodes que l'auteur ou le professeur n'avait fait qu'indiquer.
Les certificats d'études supérieures de licence suivant étaient tenus pour équivalent du diplôme d'études supérieures :
- géométrie supérieure
- analyse supérieure
- physique mathématique
- mécanique céleste
- mécanique physique et expérimentale
- mathématiques supérieures
- astronomie approfondie
- calcul des probabilités et de physique mathématique
- aérodynamique et hydrodynamique supérieures
- théorie des fonctions et théorie des transformations
- algèbre et théorie des nombres
- topologie
- calcul des probabilités et statistique
- chronométrie[11]

Ces certificats furent ensuite considérés a posteriori comme des certificats de 3e cycle. En raison de l'existence de ces équivalences, le diplôme d'études supérieures se développa peu en mathématiques.

### Sciences physiques
En sciences physiques, les deux épreuves étaient les suivantes :
- Composition d'un travail exposant les résultats des expériences faites par le candidat de physique, de chimie ou de minéralogie, choisi par lui et agréé par la faculté ;
- Interrogation sur ce travail et sur des questions données trois mois au moins à l'avance et se rapportant à la même partie des sciences physiques.

Le travail pouvait consister soit en des recherches originales, soit en l'étude d'un mémoire, avec reproduction et vérification des expériences, soit en une étude étendue sur une question de physique mathématiques.
Seul le certificat d'études supérieures de physique appliquée fut déclaré équivalent au diplôme d'études supérieures de sciences physiques.

### Sciences naturelles
En sciences naturelles, les deux épreuves étaient les suivantes :
- Composition d'un travail exposant les résultats des expériences ou observations faites par le candidat sur un sujet de biologie, de physiologie générale, de zoologie, de botanique ou de géologie, choisi par lui et agréé par la faculté ;
- Interrogation sur ce travail et sur des questions données trois mois au moins à l'avance et se rapportant à la même partie des sciences naturelles.

### Droit et sciences économiques
Les diplômes d'études supérieures ont été créés dans les facultés de droit non pas comme préalable aux concours d'agrégation mais comme préalable au doctorat.
Le décret du 2 mai 1925 substitue en effet aux divers examens de doctorat quatre diplômes d'études supérieures : le diplôme d'études supérieures d'histoire du droit et de droit romain, le diplôme de droit public, le diplôme de droit privé et le diplôme d'économie politique. Il est nécessaire d'en détenir deux pour s'inscrire en doctorat.
Le régime des six diplômes d'études supérieures délivrés par les facultés de droit et des sciences économiques (histoire du droit et des faits sociaux ; droit privé ; sciences criminelles ; droit public ; science politique ; sciences économiques) est réformé en 1959,, puis en 1964. Il ne faut plus alors qu'un diplôme pour s'inscrire en doctorat, la durée de la licence ayant été allongée d'une année en 1954. Ces diplômes d'études supérieures disparaissent après la réforme du 3e cycle de 1974 qui dispense leurs titulaires du diplôme d'études approfondies ou du diplôme d'études supérieures spécialisées exigé pour l'inscription en vue du doctorat d'État.